# The Soft Machine (album Soft Machine)
The Soft Machine – pierwszy album studyjny grupy Soft Machine, nagrany w kwietniu 1968 i wydany w grudniu tego samego roku.

## Historia i charakter albumu
1 lutego 1968 w Fillmore Auditorium w San Francisco muzycy z Soft Machine rozpoczęli swoje tournée po USA z zespołem The Jimi Hendrix Experience. Trwało ono do 19 kwietnia 1968 i składało się z czterdziestu ośmiu dni koncertowych, przy czym odbywały się także dwa koncerty w ciągu jednego dnia.
Chas Chandler chciał dokonać nagrań z Jimim Hendriksem i producent Tom Wilson zaproponował mu nowe, otwarte w marcu studio Record Plant w Nowym Jorku. Studio było stosunkowo małe, ale świetnie wyposażone m.in. w dwunastościeżkowy sprzęt nagrywający, co czyniło go jednym z dwóch studiów w USA mających takie urządzenia.
Ponieważ członkowie Jimi Hendrix Experience wyczerpani tournée polecieli na odpoczynek do Anglii, Chandler postanowił wykorzystać czas i wszedł do studia z Soft Machine. Inżynierem został współwłaściciel studia Gary Kellgren, a jego asystentem dotychczasowy inżynier nagrywający Hendriksa – Eddie Kramer.
Wkrótce okazało się, że Wilson nie był zainteresowany nagrywaniem Soft Machine. Podsumował to Ayers: Zaczęliśmy z pewnymi bardzo dobrymi pomysłami, ale ten album był amatorski, niezgrabny, źle wyprodukowany (...) Wszystko, co pamiętam o nim, to było to, że siedział przy telefonie i dzwonił do swoich dziewczyn przez cały dzień.
W efekcie album został nagrany na żywo, wszystko co grupa nagrała było traktowane jako gotowy utwór i prawie w ogóle nie uległo późniejszej postprodukcji. Również i Chas Chandler lubił nagrania proste i bezpośrednie. Dzięki temu, niezależnie od opinii Ayersa, nagrania te prezentują dokładnie styl, w jakim grali wówczas Soft Machine, a granie na żywo było zawsze mocną stroną tego zespołu. Dlatego też Hugh Hopper ocenił album pozytywnie, mówiąc m.in.: Oni byli mocnym koncertowym zespołem i po prostu weszli [do studia] i wykonali swój zestaw, choć oczywiście album nie był tak improwizatorski jak koncerty.
Mimo braku postprodukcji album ukazał unikalne brzmienie zespołu. Co więcej, dodał do ówczesnego rocka jedne z najbardziej zachwycających utworów tego okresu. Soft Machine odróżniały od innych zespołów tego okresu także filozoficzne teksty o życiu.
Jednym z najbardziej oryginalnych elementów albumu jest brak gitary elektrycznej, co było wówczas ewenementem.
Album w pewien sposób kopiuje ich koncerty, które podzielone były zwykle na trzy suity. Ten podział zachował się na albumie, chociaż – ograniczony czasem dostępnym na jednej płycie – w nieco skróconej formie: dziewięciominutowej, trzynastominutowej i dziewiętnastominutowej. Pierwsza część albumu to utwór "Hope for Happiness", który przechodzi w instrumentalny "Joy of a Toy". Tę suitę kończy krótka, improwizowana koda, będąca powtórką tematu "Hope for Happiness".
Druga część albumu składa się także z trzech utworów: "Why Am I So Short" (pierwszy przykład osobistej piosenki Wyatta; jednak była to zasadniczo kompozycja Hugh Hoppera "I Should've Known" z nowym tekstem Wyatta), "So Boot If at All" (jest to instrumentalna wersja "I Should've Known") oraz kończącego "A Certain Kind".
Na drugiej stronie albumu znajduje się tylko jedna suita: "Save Yourself", następnie krótka "Priscilla" (Priscilla Scanio była dziewczyną Ratledge’a), miłosna piosenka "Lullabye Letter" (najprostszy utwór na albumie, który wydany na singlu mógłby być wielkim przebojem zespołu), potem następuje agresywny rockowy utwór "We Did It Again", zaś "Plus Belle qu'une Poubelle" tworzy przejście do jednej z najlepszych piosenek albumu – klasyka Soft Machine – "Why Are We Sleeping?" Kodę albumu stanowi "Box25/4", który był także debiutem Hoppera na gitarze basowej w Soft Machine.
Żaden z utworów Daevida Allena nie przetrwał do nagrania albumu, chociaż znalazły się na nim dwie częściowe kompozycje Briana Hoppera.
Okładka albumu, wykonana techniką kolażu, stała się inspiracją przy tworzeniu okładki do Led Zeppelin III.

## Muzycy
- Kevin Ayers – gitara, gitara basowa, pianino (5), śpiew (10, 11), śpiew towarzyszący (7, 9)
- Mike Ratledge – organy, elektryczne pianino (13)
- Robert Wyatt – perkusja, śpiew

Dodatkowi muzycy
- Hugh Hopper – gitara basowa (13)
- The Cake – chórki (12)

## Spis utworów
Strona pierwsza 1–6
Strona druga 7–13
| 1.  | "Hope for Happiness" (B. Hopper/Ayers/Ratledge)           | 4:22  |
|     |                                                           |       |
| 2.  | "Joy of a Toy" (Ayers/Ratledge)                           | 2:49  |
|     |                                                           |       |
| 3.  | "Hope for Happiness" (powtórka) (B.Hooper/Ayers/Ratledge) | 1:39  |
|     |                                                           |       |
| 4.  | "Why Am I So Short?" (H. Hopper/Ayers/Ratledge)           | 1:37  |
|     |                                                           |       |
| 5.  | "So Boot If at All" (Ayers/Ratledge/Wyatt)                | 7:24  |
|     |                                                           |       |
| 6.  | "A Certain Kind" (H. Hopper)                              | 4:14  |
|     |                                                           |       |
| 7.  | "Save Yourself" (Wyatt)                                   | 2:25  |
|     |                                                           |       |
| 8.  | "Priscilla" (Ratledge/Ayers/Wyatt)                        | 1:03  |
|     |                                                           |       |
| 9.  | "Lullabye Letter" (Ayers)                                 | 4:42  |
|     |                                                           |       |
| 10. | "We Did It Again" (Ayers)                                 | 3:46  |
|     |                                                           |       |
| 11. | "Plus Belle Qu'une Poubelle" (Ayers)                      | 1:00  |
|     |                                                           |       |
| 12. | "Why Are We Sleepin?" (Ayers/Ratledge/Wyatt)              | 5:32  |
|     |                                                           |       |
| 13. | "Box 25/4" (Ratledge/H. Hopper)                           | 0:49  |
|     |                                                           |       |
|     |                                                           | 41:22 |
|     |                                                           |       |
- Czasy komputerowe.

## Opis płyty
- Producenci – Chas Chandler, Tom Wilson
- Data nagrania – kwiecień 1968
- Studio – Record Plant, Nowy Jork, USA
- Inżynier – Gary Kellgren
- Asystent inżyniera – Eddie Kramer
- Projekt okładki itd. – Byron Goto
- Tekst – Arnold Shaw
- Czas nagrania – 41:22
- Firma nagraniowa – Probe (filia ABC Records)
- Numer katalogowy – CPLP 4500
- Data wydania – grudzień 11968
- ©MCA Records

Inne wydania
- USA CD – Big Beat Records 22064 (1987)
- WB LP – Big Beat WIKA 57 (1986); CD – One Way Records 22064 (1993)

## Listy przebojów
| Rok  | Lista                    | Pozycja |
| ---- | ------------------------ | ------- |
| 1969 | Billboard. Albumy popowe | 38      |